# Grenze zwischen Frankreich und dem Königreich der Niederlande

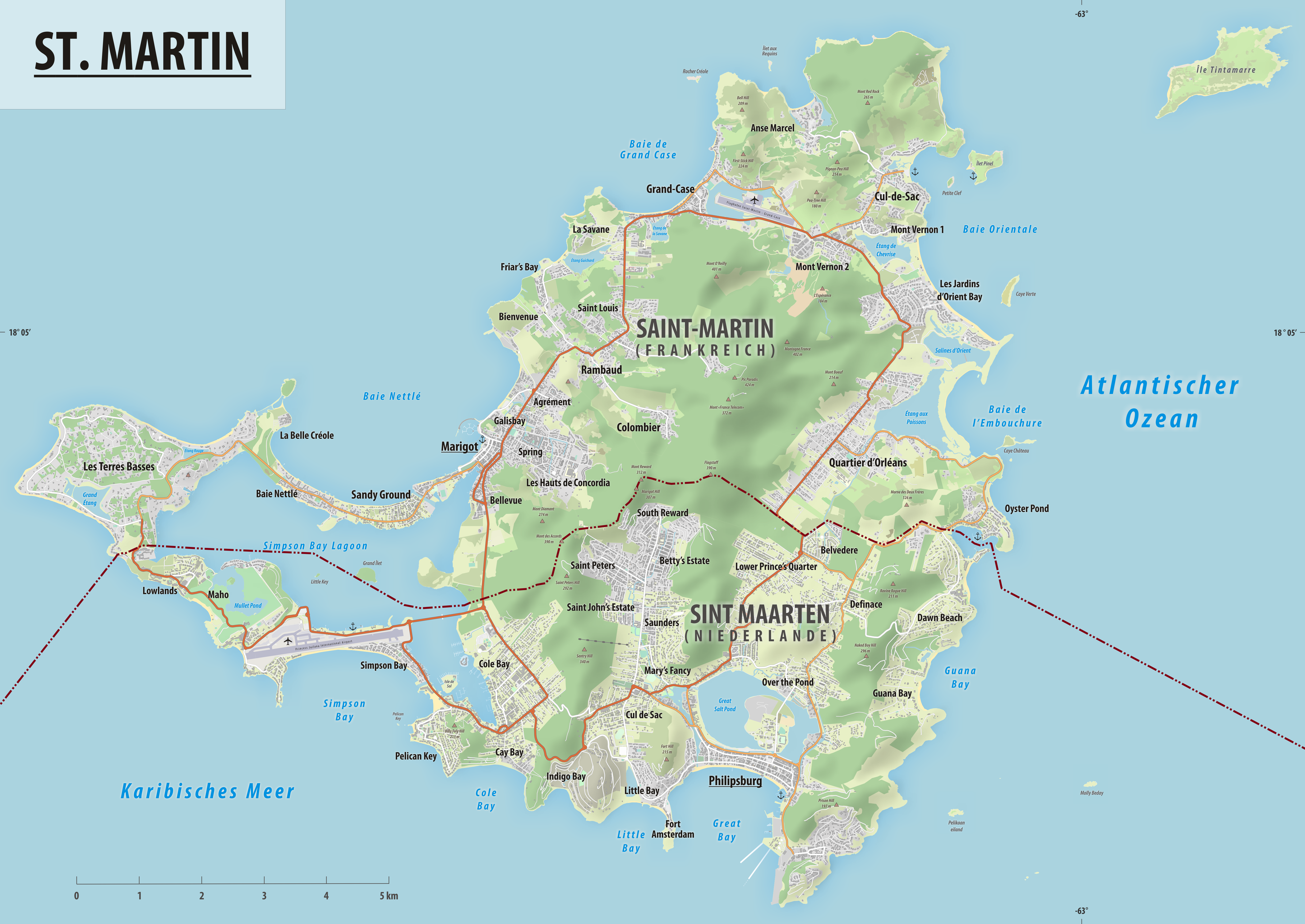
Grenzverlauf Frankreich–Niederlande

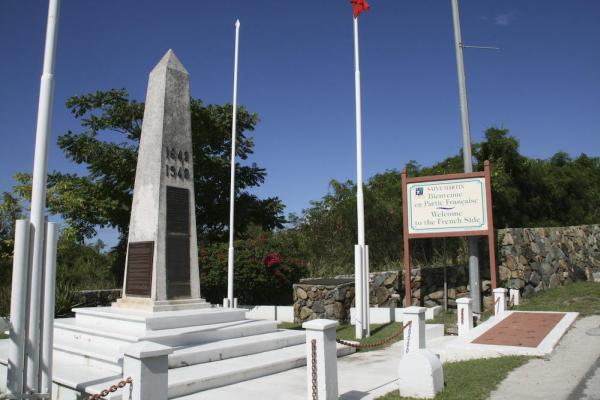
Monument an der Grenze zwischen Frankreich und dem Königreich der Niederlande

Die Grenze zwischen Frankreich und dem Königreich der Niederlande befindet sich auf der Insel St. Martin in der Karibik und weist eine Länge von 16 km auf.
Der nördliche Teil der Insel gehört zu Frankreich und als sogenanntes Gebiet in äußerster Randlage auch zur Europäischen Union (EU). Der südliche Teil gehört zum Königreich der Niederlande und ist als eines der Überseeischen Länder und Hoheitsgebiete im Prinzip kein Teil der EU.

## Geschichte
Die heutige französisch-niederländische Landgrenze auf der Insel St. Martin wurde durch den Vertrag von Concordia am 23. März 1648 festgelegt. Eine lokale Legende beschreibt den Prozess der Grenzziehung wie folgt: Ein Franzose und ein Niederländer hätten die Insel in unterschiedlicher Richtung umrundet, an dem Punkt an dem sie sich wieder trafen, sei die Grenze der beiden Inselteile gezogen worden. 1948 wurde an der Hauptverkehrsstrecke zwischen den beiden Hauptorten der Insel an der Grenze ein Monument errichtet, das die 300-jährige friedliche Koexistenz der beiden Nationen feiern soll. Historisch bestand von 1815 bis zur Belgischen Revolution von 1830 und der dadurch bedingten Auflösung des Königreichs der Vereinigten Niederlande im Jahr 1839 auch eine gemeinsame Grenze der beiden Staaten auf dem europäischen Kontinent.